# Mainzer Psychoanalytisches Institut
Das Mainzer Psychoanalytische Institut (mpi) ist ein Institut der Deutschen Psychoanalytischen Vereinigung und damit Mitglied der Internationalen Psychoanalytischen Vereinigung sowie ein Institut für analytische Kinder- und Jugendlichen-Psychotherapie als Mitglied der Vereinigung Analytischer Kinder- und Jugendlichen-Psychotherapeuten mit Sitz in Mainz. Zweck des Vereins ist die Aus- und Weiterbildung sowie die Förderung der von Sigmund Freud begründeten Wissenschaft der Psychoanalyse und aller ihrer Anwendungen.

## Geschichte

### Vorgängerinstitution
Das am 17. Januar 1985 von Sven Olaf Hoffmann gegründete Psychoanalytische Seminar Mainz-Wiesbaden e.V. (PSMW) diente der Weiterbildung in Tiefenpsychologisch fundierter Psychotherapie in der Region Mainz und Wiesbaden. Hier konnte der Zusatztitel Psychotherapie erworben werden. Zehn Jahre nach seiner Gründung bestand der Lehrkörper aus 25 Mitgliedern, es waren 101 Kandidaten zur Weiterbildung zugelassen worden. Jedoch änderten sich nun die rechtlichen Rahmenbedingungen, so dass man sich mit dem Zusatztitel nicht mehr als Facharzt niederlassen konnte. Deshalb bedurfte es nun anderer Weiterbildungsmöglichkeiten, zum Beispiel in Analytischer Psychotherapie. Am 28. September 1994 konstituierte sich deshalb ein „Ausschuss zur Gründung eines psychoanalytischen Seminars Mainz“, der eine Satzung, eine Weiterbildungsordnung und ein Curriculum erarbeitete. Vorgesehen war unter anderem eine enge Zusammenarbeit mit dem Frankfurter Psychoanalytischen Institut.

### Gründungsjahre: Mainzer Psychoanalytische Arbeitsgemeinschaft
Am 29. März 1995 fand die Gründungsversammlung der Mainzer Psychoanalytischen Arbeitsgemeinschaft (MPA) in den Räumen der Universitätspoliklinik für Psychosomatische Medizin und Psychotherapie Mainz statt. Versammlungsleiter war Hans-Volker Werthmann. Die anwesenden 23 Personen befürworteten einstimmig die Gründung des MPA. Der erste Vorstand setzte sich zusammen aus Helmut Luft (1. Vorsitzender), Hans Willenberg (2. Vorsitzender), Eugen Gülker (Schatzmeister), René Fischer (Leiter des Weiterbildungsausschusses), Annelore Werthmann (Vertreterin der DGPT) und Ingrid Behrens (kooptiert). Der Arbeitsgemeinschaft gehörten 6 Lehranalytiker an. Diese Zahl war wichtig, um den Status eines Mitgliedsinstituts der DPV erhalten zu können. Am 25. Mai 1995 befürworteten die Mitglieder der DPV einstimmig die Gründung der MPA. Anschließend erfolgte die Anerkennung durch die Deutsche Gesellschaft für Psychoanalyse, Psychotherapie, Psychosomatik und Tiefenpsychologie, und zwar am 30. November 1995.
Der Vorstand der MPA tagte erstmals am 8. Juni 1995, der Weiterbildungsausschuss erstmals am 29. August 1995. Am 26. September 1995 fand eine erste Informationsveranstaltung für Weiterbildungsinteressenten statt, es wurden 4 Kandidaten angenommen. Die Weiterbildung begann im Sommersemester 1996.
Am 24. Oktober 1995 fand die erste Mitgliederversammlung des MPA statt. Es wurden Fragen der Anerkennung durch die Landesärztekammer, des wissenschaftlichen Engagements, der Eintragung als Verein, der Finanzierung und der Öffentlichkeitsarbeit besprochen.
Die MPA wurde am 28. und 29. Juni 1996 in den Räumen der Universitätspoliklinik für Psychosomatische Medizin und Psychotherapie und im kurfürstlichen Schloss Mainz eröffnet.  Leon Wurmser war als Hauptreferent geladen und sprach zu „Defizit, Defekt, Konflikt und narzißtischer Teufelskreis“.

### Internationale und Staatliche Anerkennung: Mainzer Psychoanalytisches Institut
Die Internationale Psychoanalytische Vereinigung erkannte das MPA als vollwertiges Mitglied an. Die staatliche Anerkennung von Ausbildungsinstituten erfolgte in den Jahren vor Verabschiedung des Psychotherapeutengesetzes (PsychThG am 16. Juni 1998) für Psychologen ausschließlich durch die Kassenärztliche Bundesvereinigung (KBV), während die Vorschriften für die psychoanalytische Weiterbildung von Ärzten in den Händen der Ärztekammern lag. Zur Anerkennung durch die KBV musste die MPA nachweisen, zwei Jahre lang einen curricular vollständigen Ausbildungsbetrieb erfolgreich durchgeführt zu haben. Die MPA hatte mit vier Ausbildungsteilnehmern gestartet. Bis zur Anerkennung durch die KBV war die Zahl der Ausbildungsteilnehmer und -kandidaten auf vierzehn angewachsen und die Anzahl der Lehranalytiker auf acht. Die Anerkennung durch die KBV erfolgte am 18. Dezember 1998. Dies wurde zum Anlass einer Umbenennung von MPA in Mainzer Psychoanalytisches Institut (mpi) genommen. Das mpi war somit das jüngste und letzte DPV-Institut, für welches noch die KBV die maßgebliche Anerkennungsbehörde war, während ab 1999 die Landesbehörden gemäß PsychThG diese Funktion übernahmen mit der Neuerung, dass eine staatliche Prüfung mit anschließender Approbation eingeführt wurde. Am 8. November 1999 erlangte das mpi als erstes DPV-Institut überhaupt seine Anerkennung als Ausbildungsstätte gemäß § 6 PsychThG.

## Vorsitzende
Leitung der Sektion Erwachsenenpsychotherapie und Psychoanalyse:
- Helmut Luft: 1995–2000
- Hans Willenberg: 2000–2008
- Rainer Paul: 2008–2012
- Jürgen Sandmann: 2012–2018
- Steffi Keßeler-Scheler: 2018–2021
- Udo Porsch: seit 2021 (seit 2023 Vorsitzender des Gesamtinstitutes)

Leitung der Sektion Kinder- und Jugendlichenpsychotherapie:
- Beate Cordes: 2001–2008
- Sevgi Meddur–Gleissner: 2008–2010
- Beate Cordes: 2010–2011
- Sascha Broska: 2011–2016
- Annette Rockenbach: 2016–2019
- Sandra Kirsch: 2019–2022